# 12133 Тітулаєр
12133 Тітулаєр (12133 Titulaer) — астероїд головного поясу, відкритий 24 вересня 1960 року.
Тіссеранів параметр щодо Юпітера — 3,184.